# 5823 Oryo
5823 Oryo este un asteroid din centura principală de asteroizi.

## Descriere
5823 Oryo este un asteroid din centura principală de asteroizi. A fost descoperit pe 20 decembrie 1989 la Geisei de Tsutomu Seki. El prezintă o orbită caracterizată de o semiaxă mare de 2,77 ua, o excentricitate de 0,16 și o înclinație de 8,0° în raport cu ecliptica.